# Chens sats
Inom talteori är Chens sats en sats som säger att varje tillräckligt stort jämnt tal kan skrivas som summan av antingen två primtal eller ett primtal och ett semiprimtal (produkten av två primtal). Satsen är uppkallad efter den kinesiska matematikern Chen Jingrun.